# Rio Jarmuque
Jarmuque (em árabe: نهر اليرموك, "nahr al-yarmuk"; em hebraico:  נהר הירמוך, "nehar hayarmukh"; grego antigo: Hieromiax) é um curso de água da Jordânia, um dos dois principais tributários do rio Jordão. Desagua no Jordão logo ao sul do mar da Galileia, formando a fronteira entre Israel e Jordânia no vale do Jordão e entre Síria e Jordânia na parte mais alta do seu curso. Forma o limite meridional das colinas de Golã.
Em agosto de 636, travou-se uma batalha entre tropas árabes do Califado Ortodoxo e do Império Bizantino nas proximidades deste rio e este fato entrou para a história como a Batalha de Jarmuque[carece de fontes?]